# جلال
تقع بلدية جلال جنوب مدينة خنشلة وهي قرية مشيدة فوق جبال صخرية وجلال متكونة من عدة قرى أهمها:
تيزينت، الصومعة، الفيض الأبيض وتمايت. تقع البلدية على بعد 72 كلم جنوب عاصمة الولاية خنشلة في منطقة حدودية بين بسكرة وخنشلة. عدد سكان البلدية يناهز 5000 نسمة والنشاط الأساسي لسكان البلدية لا يختلف عن نشاط سكان الريف الجزائري. فمعضم سكان القرية يمارسون النشاط الفلاحي البسيط كإنتاج الجوز اللوز وعسل النحل. تمتاز البلدية بتواجد عدد معتبر من الحيوانات والطيور النادرة مثل الحرباء الغزلان والصقور.
تقع تيزينت على بعد 5 كلم وهي قرية صغيرة نوعا ما وهي عبارة عن فرع بلدي فيها مدرسة إبتدائية ومسجد ومركز (فرع) بريد لكن كل هذه المؤسسات أغلقت بسسب النزوح الريفي بسبب عزلتها وعدم توفر المواصلات بها فهي أصبحت الآن خالية من السكان إلا من بعض الرعاة فقط وهم قليل جدا، مع أنهم لا يقيمون فيها دائما لانهم يتنقلون، وهي غنية بالمياه العذبة والصحية مثل منبع مياه أوبذيس ومنبع تاڨعڨاعث ومنبع الغضرة وأيضا تابرقوقث.